# Homospora rhodoscopa
Homospora rhodoscopa là một loài bướm đêm trong họ Geometridae.